# Diecezja Ketapang
Diecezja Ketapang – rzymskokatolicka diecezja w Indonezji. Powstała w 1954 roku jako prefektura apostolska, podniesiona do rangi diecezji w roku 1961.

## Biskupi
- Biskupi  Ketapang:
  - Bp Pius Riana Prapdi (2012–obecnie)
  - Bp Blasius Pujoraharja (1979–2012)
  - Bp Gabriel Willem Sillekens,  (1961–1979)
- Prefekci apostolscy  Ketapang:
  - O. Gabriel W. Sillekens, C.P. (1954–1961)